# أليس فوينسكو
أليس فوينسكو (بالرومانية: Alice Voinescu) (1885-1961) هي كاتبة رومانية وأستاذة جامعية وناقدة مسرحية وكاتبة مقالات ومترجمة. كانت أول امرأة رومانية تصبح أستاذًا في الفلسفة، وحصلت على درجتها من جامعة السوربون عام 1913 في باريس. في عام 1922، أصبحت أستاذًا في التاريخ المسرحي والذي أصبح لاحقًا الأكاديمية الملكية للموسيقى والفنون المسرحية في بوخارست، حيث حاضرت لأكثر من عقدين. في عام 1948، أُزيحت من القسم الذي تعمل فيه وقضت عامًا وسبعة أشهر في السجن في جيلاوا وغينتشا. بعد احتجازها، بقيت قيد الإقامة الجبرية في قرية كوستيشت بالقرب من ترغو فروموس حتى عام 1954. في نهاية المطاف، اكتُشفت مذكراتها التي تغطي فترة ما بين الحربين والشيوعية في تاريخ رومانيا ونُشرت في عام 1997.

## حياتها المبكرة
وُلدت أليس ستيرياد في 10 فبراير 1885 في دروبيتا تورنو سيفيرين في مملكة رومانيا لوالديها ماسينكا (ني بوينارو) وستيريي ستيرياد. كانت واحدة من ثلاث بنات وُلدت لعائلة من الطبقة المتوسطة العليا، يترأسها والدها الذي كان محاميًا تلقى تعليمه في باريس. وتنحدر أصول عائلة والدتها إلى بيتراكي بوينارو، المُصلح التربوي الشهير، ووفر الزوجان تعليمًا أوروبيًا غربيًا لبناتهم. عندما بلغت أليس الخامسة من عمرها، كان بإمكانها قراءة اللغتين الرومانية والألمانية وعندما بلغت السادسة، كانت تدرس الفرنسية. تلقت تعليمها الثانوي في معهد في مدينة تورنو سيفيرين قبل التحاقها بجامعة بوخارست.
بعد تخرجها في عام 1908 من كلية الفلسفة والآداب في بوخارست، ذهبت أليس في جولة أكاديمية في أوروبا، ودرست أولًا في جامعة لايبتزغ برفقة ثيودور لبس ويوهان فولكلت، اللذان عرّفاها على أعمال هرمان كوهن حول إيمانويل كانت. ذهبت بعد ذلك إلى ميونخ وفي عام 1910 ذهبت إلى باريس للدراسة في جامعة السوربون. خلال ربيع عام 1911، ذهبت أليس إلى ماربورغ بصحبة كوهن. وأكملت تعليمها في جامعة السوربون في باريس، ودرست تحت إشراف لوسيان ليفي بريل، لتحصل على درجة الدكتوراه في الفلسفة بتفوق في عام 1913، وبالمناقشة الناجحة لأطروحتها بعنوان، تفسير مدرسة ماربورغ لمبادئ كانت: دراسة في المثالية المطلقة.
كانت أليس أول امرأة رومانية تحصل على شهادة الدكتوراة في الفلسفة وتلقت عروضًا بإكمال تعليمها في الولايات المتحدة أو البقاء في باريس لتصبح محاضرًا. بدلًا من ذلك، عادت إلى رومانيا في عام 1915 وتزوجت من المحامي ستيليان فوينسكو. وكان زواجهما اتحادًا غير سعيد. انضمت إلى الجمعية المسيحية للنسا التي أُنشأتها ملكة رومانيا ماري في عام 1919 لتقديم برامج خيرية متنوعة في فترة ما بين الحربين. هدفت المنظمة لتزويد النساء الرومانيات من الطبقة المتوسطة والعليا بوسائل تساعدهن في تقديم التوجيهات الخيرية والأخلاقية، عبر تبني التصوير الأرثوذكسي للنساء كأمهات متعاطفات قادرات على تشكيل نسيج المجتمع بحبهن وإخلاصهن.

## مسيرتها المهنية
في عام 1922، وبسبب عدم وجود سبيل لعمل النساء في التدريس في جامعة بوخارست في ذلك الوقت. التحقت أليس بكادر التعليم في كلية المعهد الموسيقي للفنون المسرحية، والتي أُعيد تسميتها إلى المعهد الموسيقي الملكي في عام 1931. حاضرت في مواضيع فلسفة الجمال والنظرية الفلسفية والتاريخ المسرحي. وبدأت ببث البرامج التعليمية عبر المذياع في عام 1924. بين عامي 1928 و1939، سافرت أليس سنويًا إلى فرنسا للمشاركة في المؤتمرات التي نظمها بول ديغاردين في دير بونتيني. ضمت الاجتماعات المفكرين الدوليين لتقييم مستقبل أوروبا بعد الحرب العالمية الأولى. ومن بينهم التقت أليس بكل من تشارلز دو بوس وروجه مارتين دو غار وأندريه جيد وبول لانغفان وأندريه مالرو وفرنسوا مورياك وجاك ريفيير. في أحد هذه الاجتماعات في عام 1929، تسائل دي غار عن سبب عدم احتفاظها بمذكرة يومية. ومن تلك اللحظة، أصبحت أليس كاتب يوميات، واحتفظت بسجل دقيق للشخصيات والأحداث التي صادفتها يومًا بيوم، على الرغم من احتواء السجلات على فجوات طويلة.
بين عامي 1932 و1942، صنعت سلسلة من العروض على المذياع والتي تقيّم مكانة المرأة في المجتمع الروماني. تضمنت بعض المواضيع إرشادات في تعليم المرأة وعلم نفس المرأة العاملة آن ذلك وعلم نفس شباب ذلك الوقت، والتي بحثت في ما إذا كان التفكير والأنوثة أمرين متعارضين. آمنت أليس بأن التعليم حسن من قدرة المرأة على أن يكُن عناصر تعاطف ومقدمات للرعاية الأخلاقية في المجتمع. كانت متعددة وجهات النظر تجاه مجموعات النساء التي ارتكزت إلى النموذج الغربي وكافحت من أجل تحرر المرأة، لأنها شعرت بأن تلك المجموعات لم تعالج الواقع الروماني. حذرت في خطاباتها الإذاعية من محو الاختلافات بين الجنسين والذي قد يؤدي إلى تقييد المرأة بسبب النظرة الذكورية لهويتهن.
بدأت أليس بنشر أعمال لها مثل مونتين، الحياة والعمل، 1936⸵ اتجاهات المسرح المعاصر،1941⸵ إسلكس، 1946. وساهمت أيضًا في عمل تاريخ الفلسفة الحديثة، 1936 إلى جانب أعمال تقيم الشكوكية الفلسفية والكانطية الجديدة. ساهمت في مجلة الفكرة الأوروبية ونشرت العمود المسرحي لمجلة المؤسسات الملكية. في نفس الوقت، بدأت التدريس في مدرسة للعمل الاجتماعي، والتي ألهمتها لعمل نشرة المساهمة علم نفس العمل الاجتماعي في رومانيا عام 1938، إلى جانب كتابة الانتقادات المسرحية. بينما تابعت التدريس في المعهد الموسيقي الملكي، حاضرت أيضًا في المعهد الفرنسي وجامعة بوخارست الحرة. بين عامي 1939 و1940، حضرت أليس منشورًا عن أربعة كُتاب مسرحيين ناقشت فيه أعمال بول كلوديل ولويجي بيرانديلو وجورج برنارد شو وفرانك فيدكند، وكتبت أيضًا استنكارًا لمن اغتالوا نيكولاي إيورغا. توفي زوجها في عام 1940، وبعد وفاته، أشارت له في مدخلات سجلاته بأنه شخص مقرب، وهو الشيء الذي لم تختبره بسبب خياناته المتعددة.
في عام 1948، وفي ظل نشوء الحكم الشيوعي، تقاعدت أليس رغمًا عنها، ولتعيد حياة الجهد، بدأت بالعمل على رسائل لولدي وابنتي، وهو عمل قصصي موجه للأطفال الذين لم تحظَ أليس بهم أبدًا. لم يُنشر العمل إلا بعد وفاتها. في عام 1951، أتُهمت بأنها مناصرة للحكم الملكي وبإخفاء دعمها للملك ميخائيل بعد تنازله القسري عن العرش. اعتُقلت بعد حضورها لمؤتمر فكري معارض أقامه بيترو مانويلو في الجامعة الحرة، واحتُجزت لمدة عام في معتقل غينتشا قبل إرسالها إلى سجن جيلاوا. أمضت تسعة عشر شهرًا في السجن وخضعت للإقامة الجبرية لعام إضافي في قرية صغيرة في قرية كوستيشت في إقليم ياش في الجزء الشمالي من الدولة. كانت القرية معزولة جدًا، ويستحيل الوصول لها إلا بامتطاء الأحصنة خلال أمطار الربيع والخريف وكان من المستحيل عبور هذه الطرق خلال الشتاء بسبب ظروف العواصف الثلجية. مُنعت أليس  من حضور الكنيسة لتقييد تواصلها مع الناس. توسط أصدقاؤها مثل بيترو جروزا وميهايل جورا وثيودور فيانو لدى السلطات لتأمين إطلاق سراحها بمعاش تقاعدي ضئيل.
عادت أليس إلى منزلها في عام 1954 وعملت مترجمًا أدبيًا لأعمال مثل مايكل كولهاس لهاينريش فيلهلم فون كلايست، ولقصص توماس مان القصيرة. أبقاها العمل مشغولة ولم يكن من المرجح أن تمتلك نفس التبعات السياسية لخلق أعمالها الخاصة. في عامي 1960 و1961، عملت على لقاءات مع أبطال الأدب والدراما،1983 وفي بعض الأحيان كان زملاؤها يطلبون منها أن تترجم لهم.

## وفاتها وإرثها

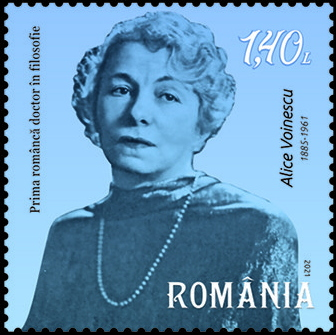
أليس فوينسكو

توفيت أليس في الليلة بين الثالث والرابع من يونيو عام 1961. وفي عام 1983، أصدرت دار إمينسكو للنشر الأبطال البؤساء، التي حررها فاليرير ريبانو وبعد ذلك نُشرت رسائل لولدي وإبنتي في عام 1994. في عام 1997، حررت ماريا آنا مورنو ودار الباتروس للنشر ونشرت السجلات وهي مذكرات اليس المُعاد اكتشافها، والتي أعادت مكتبة بوليروم إصدارها في عام 2013. اشتملت السجلات على ملاحظات أليس حول الشخصيات الثقافية في فترة ما بين الحربين وبعدها⸵ وعلاقاتها بأشخاص آخرين، وخاصة تفاعلاتها مع القرويين خلال فترة الإقامة الجبرية⸵ وتأملاتها بالقضايا التاريخية والاجتماعية خلال الوقت الذي حُجبت فيه خلف أجندة سياسية. واستكشفت بشكل صريح تجاربها، مثل مقتها لمعاداة السامية والدعاية المبررة لمصادرات الحكومة وتأميم ممتلكات الرومانيين اليهود، وتفكرها في الوقت ذاته بإمكانية حصولها على أحد تلك المنازل للحد من الضائقة المالية التي خلفتها وفاة زوجها لها. استنكرت اضطهاد الشعب الروماني وإحباطاتها من قابلية السقوط التي واجهتها النساء بسبب المقيدات المجتمعية. كتبت أليس رسائل من كوستيشت أثناء إقامتها الجبرية، ونُشرت في عام 2001.